# Christian Friedrich
Christian Friedrich (Siegen, 2 giugno 1981) è un bobbista tedesco.

## Biografia
Compete dal 2005 come frenatore per la nazionale tedesca, debuttando in Coppa Europa a novembre del 2006. Nelle categorie giovanili ha ottenuto un quarto posto nel bob a quattro ai campionati mondiali juniores, raggiunto nell'edizione di Altenberg 2007. Esordì invece in coppa del mondo nel mezzo della stagione 2007/08, il 27 gennaio 2008 a Sankt Moritz, dove fu nono nel bob a quattro pilotato da Matthias Höpfner; centrò il suo primo podio il 26 novembre 2010 a Whistler (2º nel bob a due con Karl Angerer).
Ai campionati mondiali vanta una medaglia d'argento, conquistata nel bob a quattro a Schönau am Königssee 2011 con Karl Angerer, Alex Mann e Gregor Bermbach. Nelle rassegne continentali ha ottenuto il sesto posto nell'edizione di Winterberg 2011, sempre nella specialità a quattro.
La sua ultima gara disputata risale al 24 novembre 2013, dove fu secondo in Coppa Europa ad Altenberg nel bob a quattro.

## Palmarès

### Mondiali
- 1 medaglia:
  - 1 argento (bob a quattro a Schönau am Königssee 2011).

### Coppa del Mondo
- 2 podi (1 nel bob a due e 1 nel bob a quattro):
  - 2 secondi posti.

### Campionati tedeschi
- 1 medaglia:
  - 1 bronzo (bob a quattro a Winterberg 2011).

### Circuiti minori

#### Coppa Europa
- 8 podi (2 nel bob a due e 6 nel bob a quattro):
  - 5 secondi posti (tutti nel bob a quattro);
  - 3 terzi posti (2 nel bob a due e 1 nel bob a quattro).